# مبنى جنرالي
مبنى جنرالي (بالعبرية: בניין ג'נרלי) هو مبنى تاريخي وتجاري يقع على شارع يافا في القدس الغربية في إسرائيل. صممه مارسيلو بياسينتشي، كبير مهندسي النظام الفاشي الإيطالي، وكان بمثابة فرع القدس لشركة التأمين اسيكورازيوني جنرالي من 1935 إلى 1946. في عام 1946، قامت الحكومة الانتدابية البريطانية بتأميم المبنى وإغلاقه رفقة العديد من المباني الأخرى في الطرف الشرقي من شارع يافا في منطقة أمنية محصنة. مع نهاية الحكومة الانتدابية في عام 1948، تم استرداد المبنى من قبل الإرغون. منذ إنشاء الدولة، ضم مبنى جنرالي مكاتب إدارة منطقة القدس والوكالات الحكومية الأخرى، ومحلات على مستوى الشارع. إن العمارة الكلاسيكية والحديثة للمبنى، والنحت على أسطح الأجنحة الكبيرة على السطح، جعلت منه معلمة بارزة في وسط مدينة القدس.

## وصلات خارجية
- Photographs of the Generali Building